# Протицај
Протицај представља количину атмосферске воде која протекне кроз овлажени профил реке у једној секунди, поред неког места. Изражава се у m³/s или l/s.

## Одређивање протицаја
Да бисмо добили протицај потребно је прво одредити површину овлаженог профила, која се множи са средњом брзином целокупне водене масе.

### Одређивање површине овлаженог профила
Површина овлаженог профила се добија тако што се мери дубина реке. Уколико су у питању плиће реке и са брзином воде до 2 m/s, брзина се мери помоћу чамове мотке која је дугачка 5-6 m, дебела 4-5 cm, док се за мерење дубљих и бржих река, користи тег везан за танку жицу. На рекама ширим од 1000 m, за мерење дубине се користи ехосондер. То је апарат који се поставља на дно брода или чамца. Он је уроњен у воду око 10 cm и функционише тако што шаље ка дну кратак импулс ултразвука. Ултразвук се одбије од дна и иде ка површини, где га прима хватач звука, који региструје време његовог кретања кроз воду. Постоје ехосондери који аутоматски уцртавају дубину реке изнад правца по којем брод плови. Такав графички приказ дубине реке назива се ехограм.
Подаци о дубини реке служе техничару који црта овлажени профил, обично узимајући 10 пута већи вертикални размер од хоризонталног. Скица овлаженог профила се састоји из два троугла која се налазе уз обалу и више трапеза. Њихове стране су познате, па је лако израчунати њихову површину. Њихов збир даје укупну површину овлаженог профила за одређени водостај.

### Мерење брзине воде
Мерења брзине воде се врше на површини реке, на одређеним вертикалама овлаженог профила и по читавој њеној ширини.
На површини реке брзина се мери помоћу пловака и то је површинска брзина тј. брзина на дубини од 0 m. Пловци су обично претестерисана брвна одређене дебљине у виду дрвених кругова. За шире реке користе се пловци у облику дрвених крстова, у чијем центру се налази штапић са црвеном заставицом на врху, јер се на реци најбоље уочава црвена боја. Пловци се обично на мањим рекама пуштају са обала, а на већим из чамаца.

#### Хидрометријско крило
Брзина се најтачније одређује помоћу хидрометријског крила. То је инструмент који омогућује да се прецизније мери брзина, јер је осетљив на струјања воде од 2 m/s до 8 m/s. 
Хидрометријско крило се састоји из три главна дела: 
1. крилаца или лопатица
2. тела
3. стабилизатора

Када се хидрометријско крило урони у воду, крилца се покрећу док их стабилизатор држи у правцу супротном кретању воде. Притом је број обртаја крилаца пропорционалан брзини кретања воде. После 25, 50 или 100 обртаја крилаца, на површини се зачује звук електичног звонца, затим се мери време које је потребно да се крилца окрену одређени број пута. То се ради помоћу штоперице, затим се у таблицама налази која брзина одговара том времену.

## Крива протицаја
Протицај се израчунава за сваку водомерну станицу и праве се крива протицаја или консумпционе криве. Протицај се утврђује за одређене водостаје. Ако се на водомерној станици добију различити водостаји, помоћу добијених података се конструише крива протицаја. На графикону се на ординати наносе водостаји у центиметрима, а на апсциси протицаји у m3/s. Помоћу криве протицаја за одређени профил на реци, одређује се протицај за сваки водостај, који се осматрају сваког дана у 7.30 часова на водомерима. На кривој протицаја се проналази протицај који одговара том водостају и тако се добија дневни протицај за све дане у месецу и години. Месечни протицај се добија као просек тј. аритметичка средина свих дневних протицаја, а годишњи протицај као просек збира свих месечних протицаја.
Реалну слику промене протицаја даје средњомесечни и средњогодишњи протицаји. Они обично представљају просеке за дужи низ година.
Познавање екстремних протицаја има важну практичну примену. Они могу бити апсолутно минимални  и апсолутно максимални протицаји.

#### Пример
Као пример дат је протицај на Дунаву у периоду од 1950 - 2013 године на хидролошкој станици у Бездану, који се налази на 5 km од хрватске границе, 8 km од мађарске границе и 17 km од Сомбора. У следећој табели могу се видети минимални, средњи и максимални месечни протицаји на Дунаву код Бездана:
| МЕСЕЦ              | I    | II   | III  | IV   | V    | VI   | VII  | VIII | IX   | X    | XI   | XII  |
| ------------------ | ---- | ---- | ---- | ---- | ---- | ---- | ---- | ---- | ---- | ---- | ---- | ---- |
| Минимални месечни  | 895  | 810  | 960  | 960  | 1170 | 1320 | 929  | 784  | 791  | 742  | 790  | 854  |
| Средњи месечни     | 1980 | 2100 | 2430 | 2860 | 2850 | 2950 | 2760 | 2340 | 1910 | 1670 | 1720 | 1890 |
| Максимални месечни | 5210 | 5210 | 6220 | 7960 | 6940 | 8410 | 7890 | 7180 | 6150 | 4370 | 4840 | 5450 |

Екстремне вредности у овој хидролошкој станици су забележене:
Апсолутно минимални тј. најнижи протицај од 742 m³/s збележен је 03.10.1992. године
Апсолутни максимални тј. највиши протицај од 8410 m³/s забележен је 14.06.2013. године 